# Cuisine rwandaise
La cuisine de Rwanda est réalisée à partir des aliments de base locaux produits par l'agriculture vivrière du Rwanda. Elle reflète une variété correspondant aux groupes ethniques composant le pays.

## Habitudes alimentaires
Les ingrédients de base de la cuisine rwandaise sont la banane plantain, les légumes secs, la patate douce et le manioc. C'était particulièrement le cas chez les Twas et les Hutus. Leur régime alimentaire était donc riche en légumes, mais manquait de protéines animales. Les Tutsis avaient au contraire une tradition de pastoralisme qui leur permettait de facilement consommer des produits laitiers.
Une grande partie des Rwandais ne mange de la viande que quelques jours par mois. Parallèlement, les Rwandais mangent peu de fruits et légumes. Une étude de 2012 a trouvé que les Rwandais mangeaient en moyenne moins de 2 fruits par semaine. Une étude de 2019 a trouvé un chiffre moyen de 3,4 fruits par semaine. La majorité des répondants à l'étude de 2019 n'avait pas consommé de fruits le jour précédant l'enquête. La consommation la plus fréquente de légumes était de 2 portions par jour.
Le tilapia est consommé par les populations vivant à proximité des lacs. La pomme de terre introduite par les colonialistes allemands, puis belges, est aujourd’hui très utilisée dans la cuisine rwandaise ; elle est cultivée à Gitarama et à Butare.

Fruits et légumes au marché de Kigali
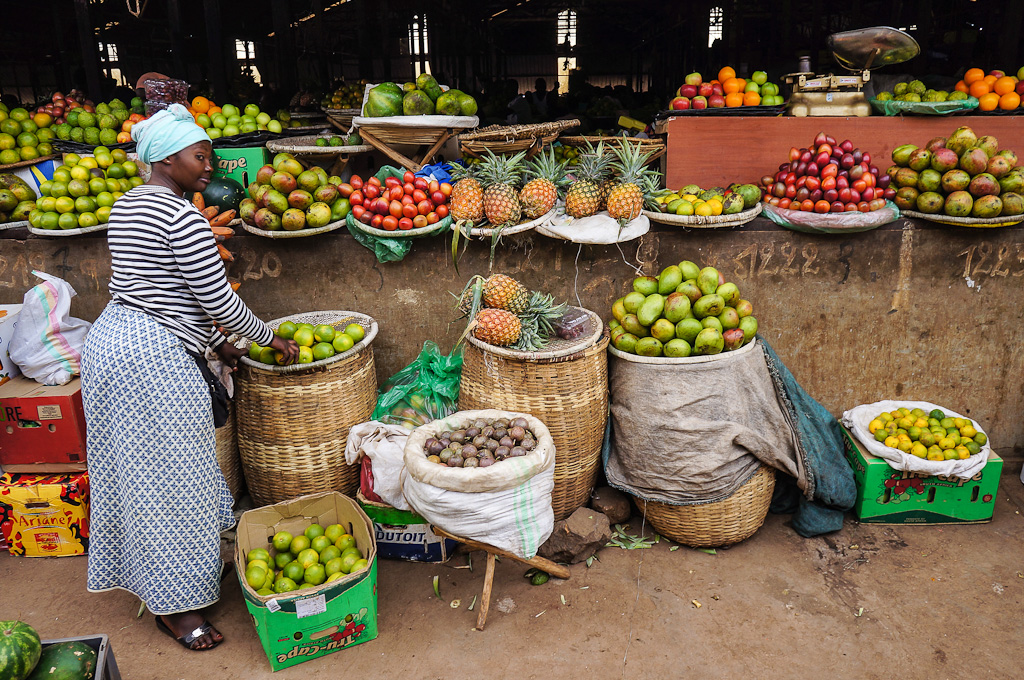
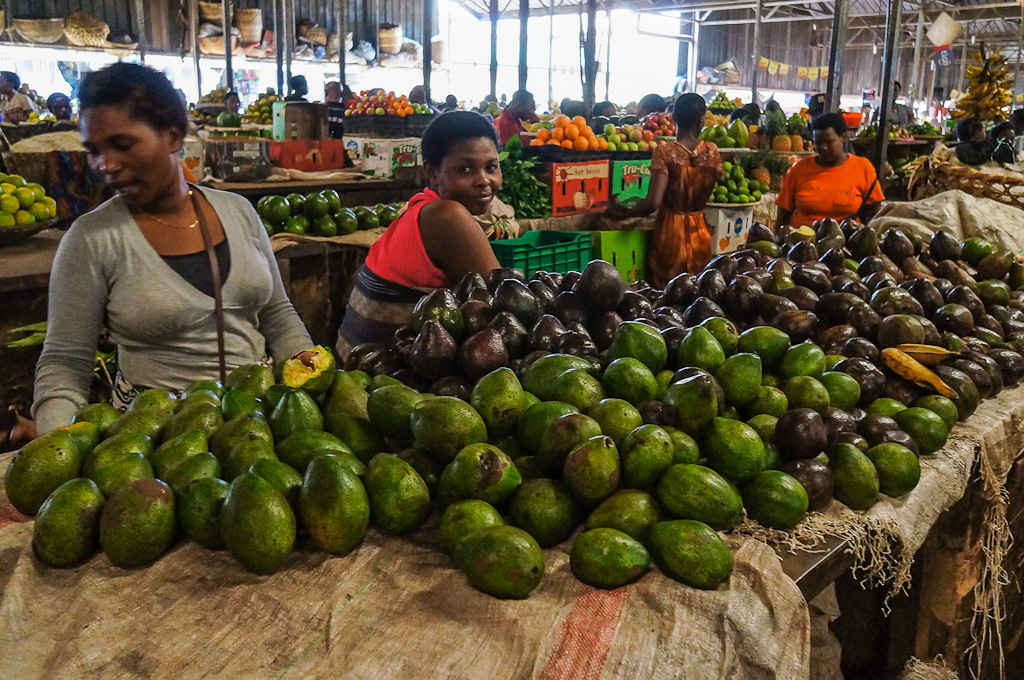
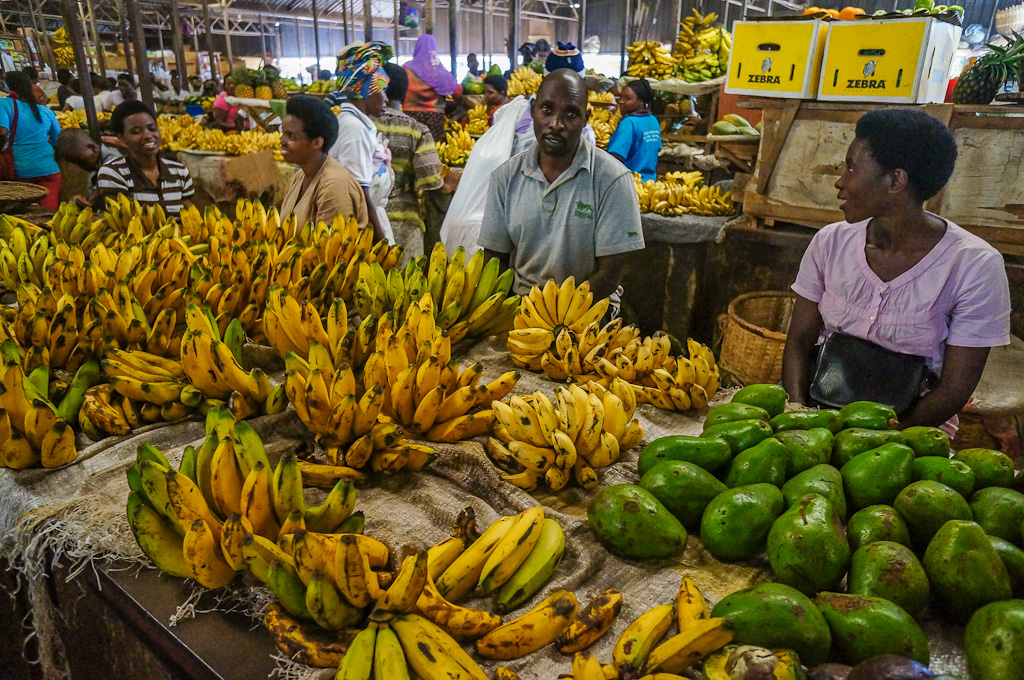
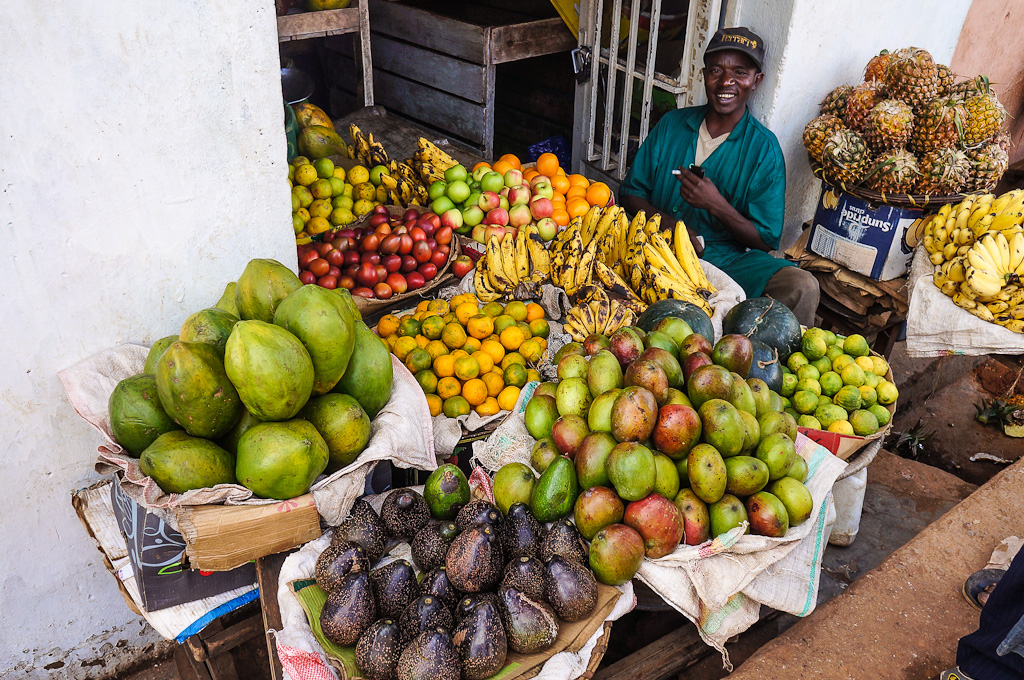

## Plats nationaux
L'ugali (ou bugali) est une bouillie à base de farine de maïs ou de manioc et d'eau consommée dans toute l'Afrique de l'Est. L'isombe est fabriqué à partir de feuilles de manioc pilées et servi avec du poisson séché. Le matooke est un plat à base de plantain cuit au four ou à la vapeur. L'ibihaza est fabriqué à partir de citrouilles découpées en morceaux, mélangées avec des haricots, le tout étant ensuite bouilli. La pâte d'arachide nommée ikinyiga et celle de milet nommée umustima w'uburo sont toutes deux fabriquées à partir d'eau bouillie et de farine.

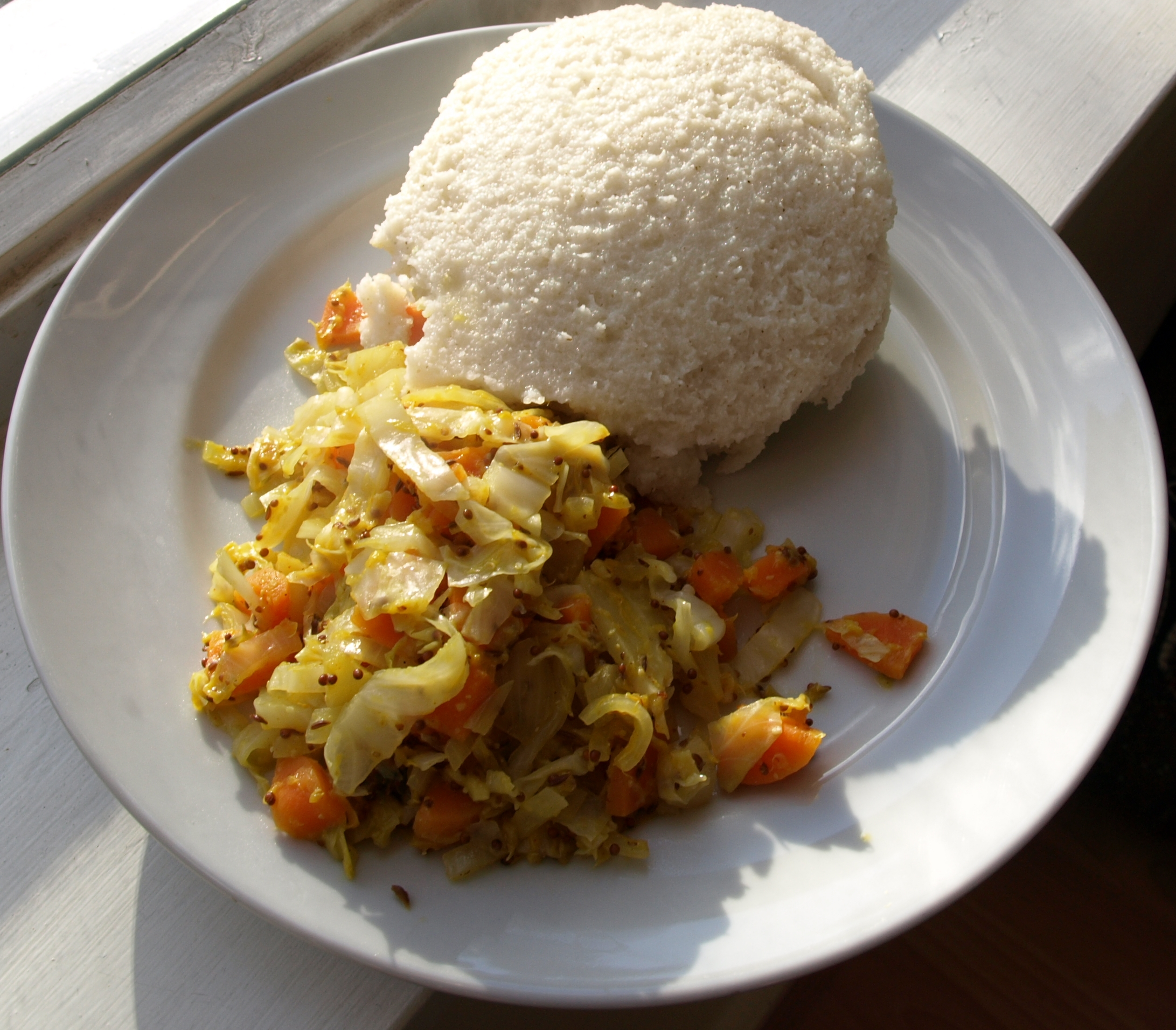
Ugali et Chou
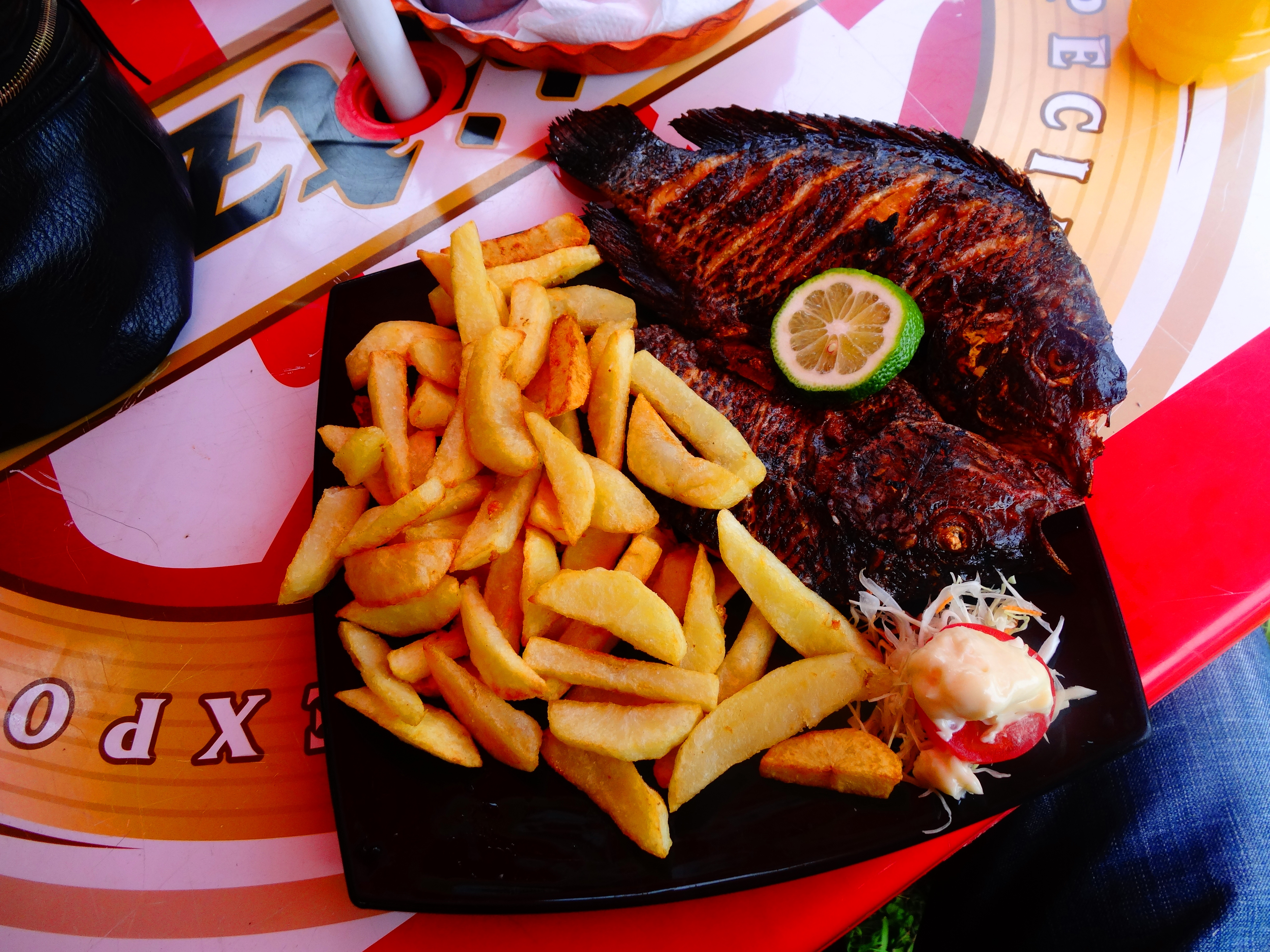
Poisson du lac Kivu
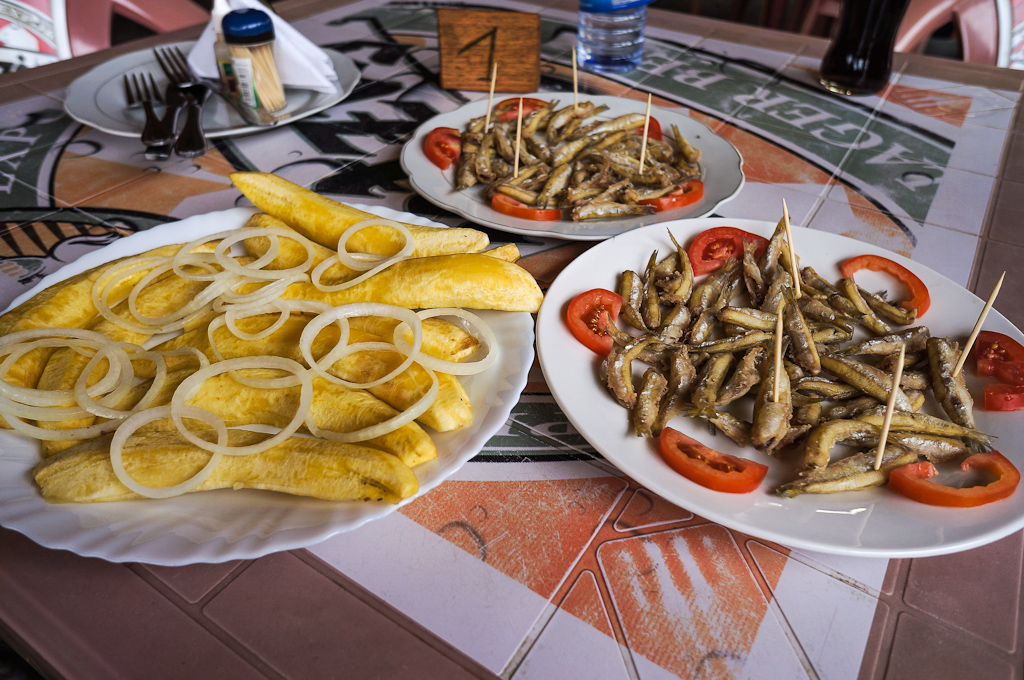
Bananes et sambazas du lac
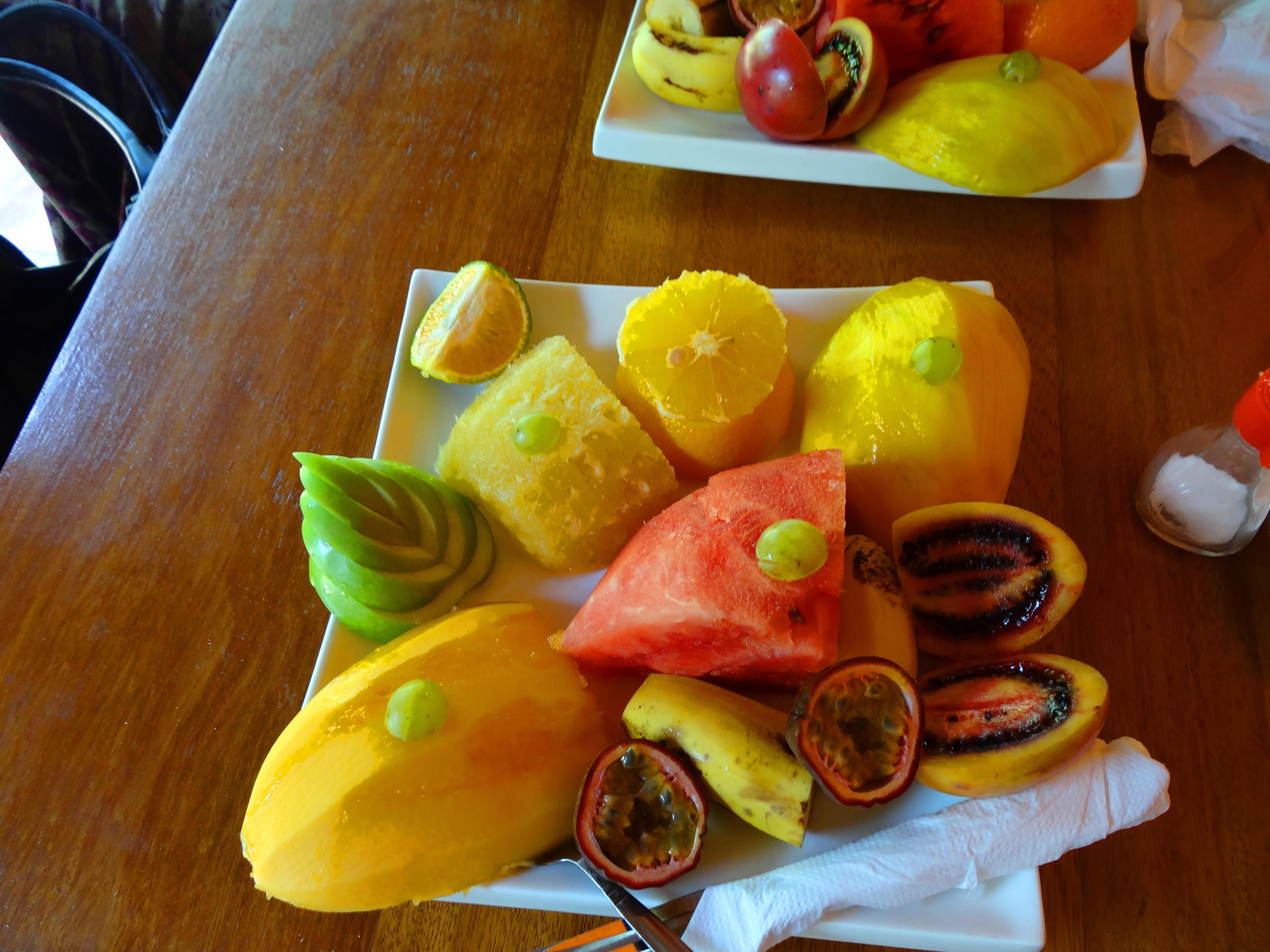
Fruits frais
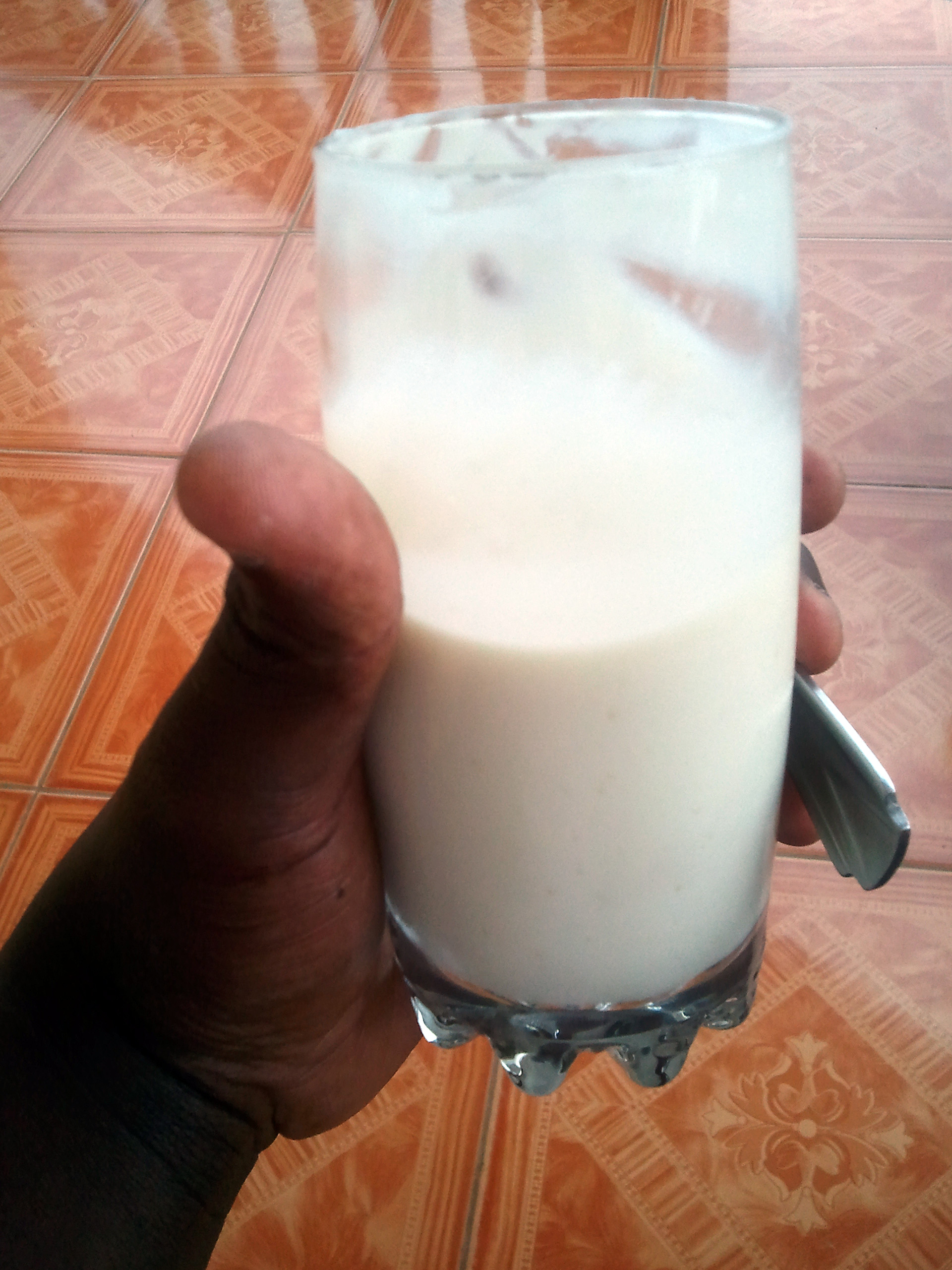
Laitage

Dans les restaurants de la capitale Kigali, des restaurants offrent une nourriture variée y compris d'inspiration internationale. Dans les autres villes de pays, la nourriture proposée est en général plus simple.

## Boissons

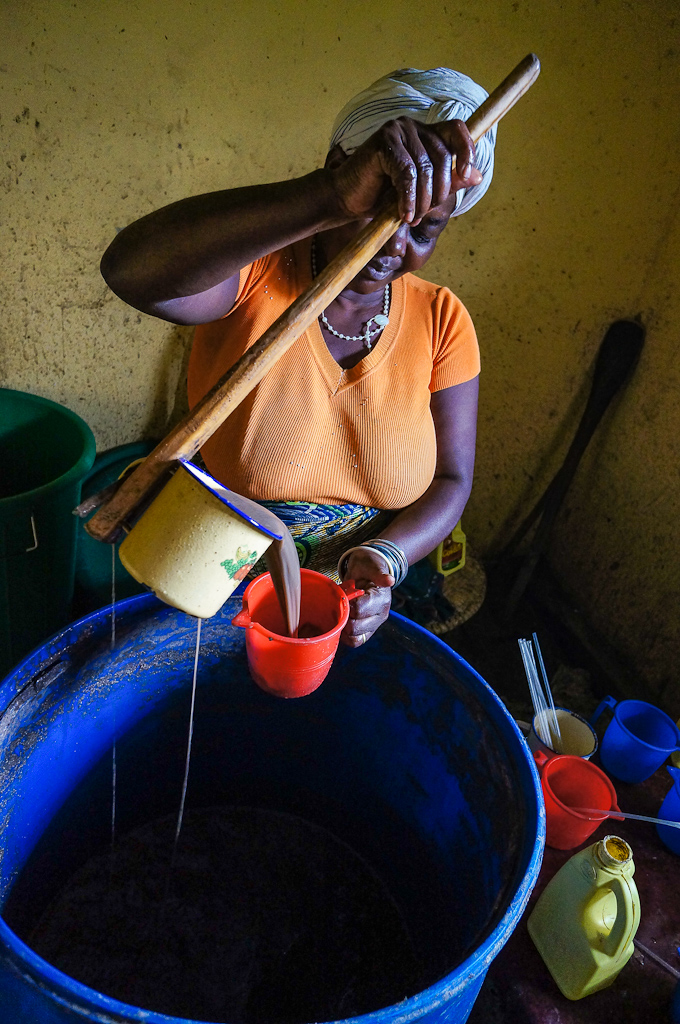
Préparation de likigage

Historiquement, le lait est la boisson nationale des Rwandais. Elle était prisée, en premier, par les Tutsis. Les autres boissons populaires au Rwanda sont les jus de fruits, le vin et la bière. Les bières commerciales consommées au Rwanda sont la Primus, la Mützig et l'Amstel. Dans les zones rurales, l'urwagwa (bière de banane) est très consommée : elle consiste en un ferment de jus de bananes mélangé avec de la farine de sorgho. Durant les circonstances sociales, la bière n'est habituellement consommée que par les hommes.
Enfin, citons l'ikigage, une boisson alcoolisée à base de sorgho sec qui aurait des pouvoirs de guérison. ainsi que l'ubuki, fabriqué à partir de miel fermenté dont la teneur en alcool est d'environ 12 %.